# Tipula (Microtipula) tijucensis
Tipula (Microtipula) tijucensis is een tweevleugelige uit de familie langpootmuggen (Tipulidae). De soort komt voor in het Neotropisch gebied.